# Бојенсдорф
Бојенсдорф (њем. Boiensdorf) општина је у њемачкој савезној држави Мекленбург-Западна Померанија. Једно је од 91 општинског средишта округа Нордвестмекленбург. Према процјени из 2010. у општини је живјело 525 становника. Посједује регионалну шифру (AGS) 13058012.

## Географски и демографски подаци
Бојенсдорф се налази у савезној држави Мекленбург-Западна Померанија у округу Нордвестмекленбург. Општина се налази на надморској висини од 34 метра. Површина општине износи 12,7 km². У самом мјесту је, према процјени из 2010. године, живјело 525 становника. Просјечна густина становништва износи 41 становника/km².